# Маростика
Маростика (итал. Marostica) — коммуна в Италии, располагается в провинции Виченца области Венето.
Население составляет 13 824 человек (на 2010 г.), плотность населения составляет 357 чел./км². Занимает площадь 36 км². Почтовый индекс — 36063. Телефонный код — 0424.
Покровителем коммуны почитается святой апостол Симон Кананит, празднование в последнее воскресение октября.

## Достопримечательности Маростики

### Нижний замок

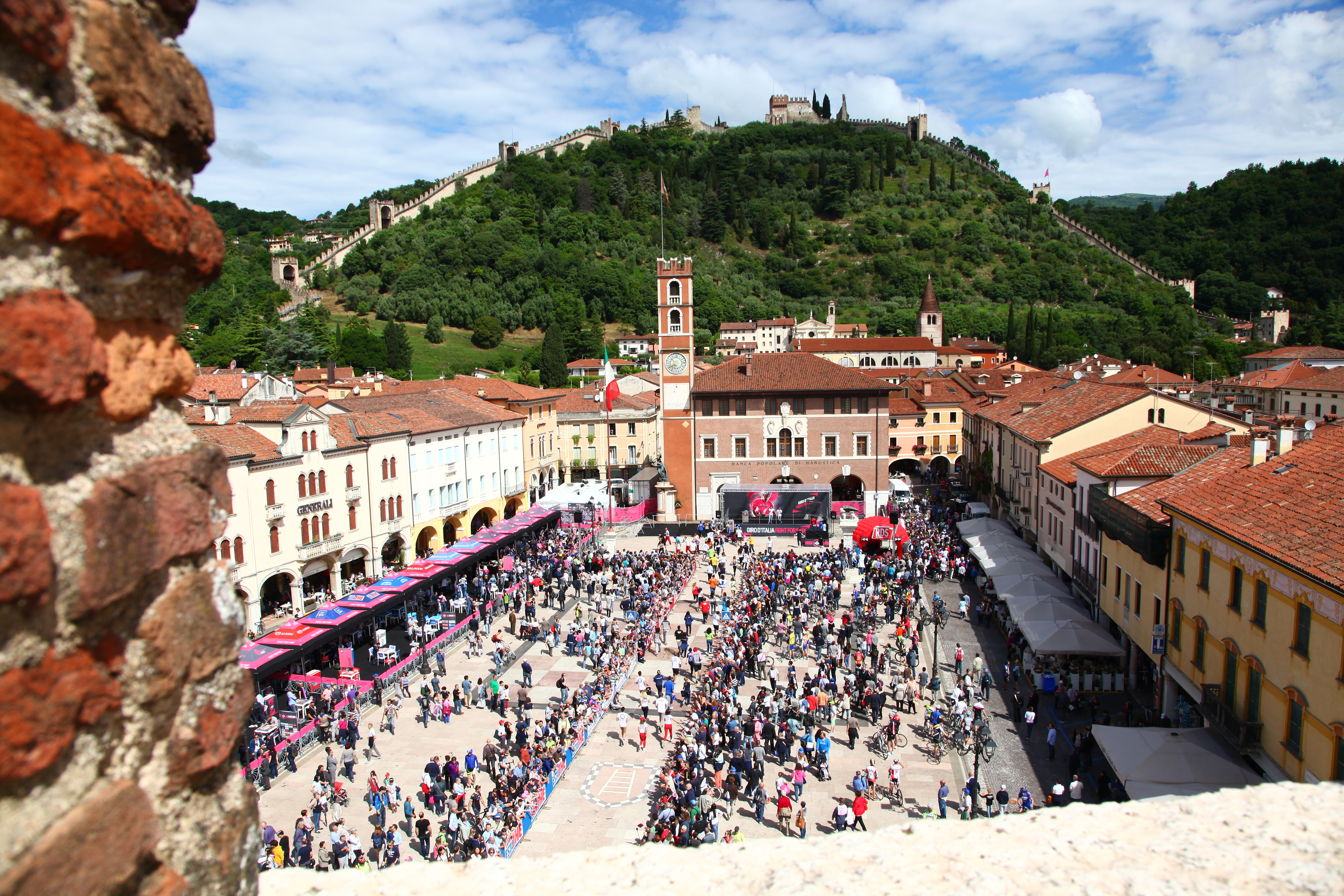
Маростика знаменита своей площадью и замками

Нижний замок носит название Кастелло да Бассо. Он представляет собой квадратную крепость, длина стен которой около 40 метров. Есть центральная башня — крепкое и мощное сооружение. Во внутреннем дворе замка расположен колодец. Внешний вид замка потерпел некоторые изменения с момента постройки. Так, в середине XIV века на стенах замка появились зубцы. Раньше Нижний замок служил местом сосредоточения политической и гражданской сферы города.

### Средний замок
Средний замок расположен с северной стороны площади Маростики. Замок построили в XIII веке. Вначале он назывался Рокка ди Медзо, в наше время носит название Палаццо дель Дольоне. Отличительная черта замка — высокая часовая башня Торре дель оролоджо. Сразу после постройки этот замок выполнял таможенную функцию — через него ввозились и вывозились товары. Когда правила династия Делла Скала в 1311—1387 годах, замок потерял свою важность. Но в 1404—1797 годах восстановил свои позиции. Тогда в нем расположился архив, оружейный склад, Канцелярия.

### Верхний замок
На месте, где сейчас расположен Верхний замок, древние римляне когда-то воздвигли Паузолино форт. Это сооружение выполняло функции крепости вплоть до средних веков. Кангранде Делла Скалла отдал распоряжение о строительстве на этой территории квадратного замка, у которого будет мощная центральная башня и угловые башни. Замок был резиденцией венецианского мэра до войны Гуэрра ди Камбре. На территории внутреннего двора замка находился большой колодец, которые сохранился до наших дней. Также здесь располагалась церковь и ветряная мельница. Сейчас во внутреннем дворике находится ресторан.

## Маростикский праздник шахмат

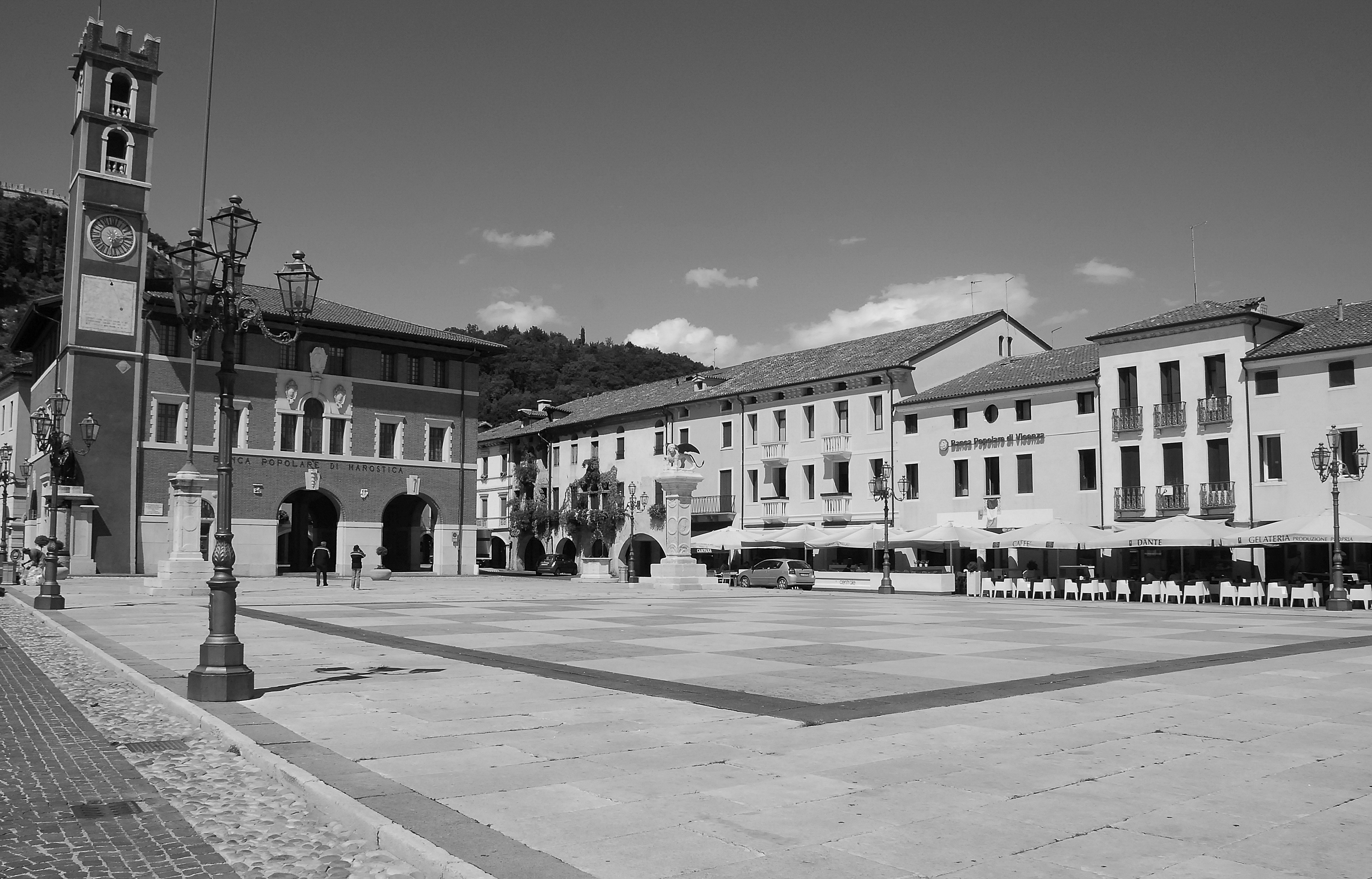
Знаменитый турнир проходит на Шахматной площади

В Маростике раз в два года проходит праздник с участием живых шахмат. Существует легенда, согласно которой первая партия такого формата была сыграна в 1494 году. Со временем турнир решили реконструировать и опять стали проводить с 1954 года. В 1950-х была разрисована замковая площадь на подобие шахматной доски и ее стали называть Шахматной. Сценография праздника придумана итальянским художником и архитектором Мирко Вучетичем. Он внес некоторые дополнения в существующую легенду и получилась интересная городская история: в средние века два молодых человека из знатных семейств хотели добиться согласия на брак с девушкой Лионорой — дочерью губернатора. По традициям того времени, они должны были сражаться на дуэли, но отцу девушки Таддео Паризио стало жалко их и он предложил другой вариант — вместо сражения на шпагах, молодым людям нужно было принять участие в шахматном поединке. Тот, кто победит, может взять в жены девушку, а проигравший жениться на ее младшей сестре. За соревнованием должно было наблюдать множество людей из числа городских жителей. Таддео разрисовал площадь замка как шахматную доску, привлек к соревнованию танцоров, рыцарей, факиров и музыкантов. По задумке сценариста, вся игра заканчивалась удачно. В празднике принимают участие местные жители, которые исполняют роли шахматных фигур, девушки, ее отца и юношей. Ежегодно турнир собирает сотни туристов со всего мира.

## Маростиканская черешня
Маростиканская черешня — местная достопримечательность. На этот вид черешни распространяется специальная географическая защита (итал. Indicazione Geografi ca Protetta). Маростиканская черешня должна быть определенного размера, быть круглой формы, красной, и как минимум 20 миллиметров в диаметре. Продается Маростиканская черешня ограниченными партиями. В городе можно увидеть сувениры и другие товары с использованием Маростиканской вишни.

## Города-побратимы
- Монтиньи-ле-Бретоннё (Франция, с 2007)